# 55733 Lepsius
55733 Lepsius è un asteroide della fascia principale. Scoperto nel 1986, presenta un'orbita caratterizzata da un semiasse maggiore pari a 2,9799017 UA e da un'eccentricità di 0,1129281, inclinata di 12,33050° rispetto all'eclittica.